# Les Musiciens
Les Musiciens è un film del 2025 diretto da Grégory Magne.

## Trama
Il padre di Astrid, uomo d'affari e mecenate, è morto senza poter coronare il suo sogno di riunire quattro Stradivari e farli suonare insieme per la prima volta. Nonostante la difficile situazione economica in cui versa l'azienda guidata ora dal fratello, Astrid è determinata a organizzare questo quartetto dall'inestimabile valore culturale. Secondo la volontà paterna, verrà eseguito un pezzo di Charlie Beaumont, compositore poco conosciuto che il defunto apprezzava molto. Ingaggiati i musicisti, si ritira con loro nella residenza di famiglia per dare il via alle prove.
I musicisti però faticano a entrare in sintonia, ancorati a diverse visioni della musica e della loro professione. Le continue incomprensioni e il poco tempo a disposizione - una settimana soltanto, prima che il concerto venga registrato nella chiesa del paese - inducono Astrid a contattare Beaumont, che cercherà di aiutare i quattro suonatori ad appianare le divergenze e trovare un'armonia comune.

## Riprese
La pellicola è stata girata tra il Grand Est e l'Île-de-France, in particolare al Château des Sept-Saulx, vicino a Reims. La chiesa in cui viene registrato il concerto è quella sconsacrata dell'Assunta (Notre-Dame de l'Assomption) a Mont-devant-Sassey, nel dipartimento loreno della Mosa.

## Distribuzione
Il film è uscito nelle sale francesi il 7 maggio 2025.

## Critica
Les Musiciens ha avuto una ricezione critica piuttosto positiva. Olivier Bellamy lo definisce su Le Point «uno dei più bei film sulla musica», mentre Dominique Cresson scrive che la pellicola «lascerà il segno». Rafael Wolf, di RTS, esprime un'opinione più articolata; secondo lui, la prima parte è dominata da tratti psicologici stereotipati e l'opera decolla solo con l'arrivo di Beaumont, il personaggio interpretato da Pierrot. Da quel momento, il film è pervaso da una «poesia aerea».